# Автошлях М 27
Автошлях М 27 — автомобільний шлях міжнародного значення на території України Одеса — Чорноморськ. Пролягає територією Одеської області.
Починається в Одесі та закінчується в місті Чорноморськ. Загальна довжина — 14 км.
Дана нумерація діє з 1 січня 2013 року. До того часу мала нумерацію Н04.
З 2016 року триває будівництво мосту через Сухий лиман, яке повинно було завершено у 2018 році, однак за час будівництва його вартість зросла до 244,8 млн. гривень у березні 2020 року. До середини 2018 року будівництво фінансувалося за рахунок міського бюджету Чорноморська, Адміністрації морських портів України та бюджету Одеської області. За близько 130 млн. гривень зведені основні капітальні конструкції мосту — опори та прольоти.
Проїзд через Сухий лиман на автошляху М27 декілька десятків років здійснюється через тимчасовий понтонний міст. Останній раз понтон ремонтували у 2019 році, однак термін його експлуатації спливає у жовтні 2020 року. 
Планується завершити будівництво мосту навесні 2021 року, при своєчасному та належному фінансуванні.